# Maddy Smith
Madeline "Maddy" Smith es el personaje central de la serie Wolfblood, interpretado por Aimee Kelly. El personaje fue originalmente creado para la CBBC (canal de televisión) luego fue para la Serie de televisión de Disney Channel.

## Desarrollo del personaje
El personaje fue nombrado Madeline pero pensaron que sería demasiado exagerado, el nombre por esa razón apodaron al nombre Maddy.

## Biografía
Maddy nació en StoneBridge, en el año 1997/1998, Maddy aprendió a controlar sus instintos de loba. Maddy empezó la escuela consiguiendo a su amiga Shannon y Tom. Mucho después llegó un lobo a su escuela convertido humano Rhydian Morris, luego ellos se vuelven muy amigos, en el episodio <<Tentación>> Tom y Shannon descubren que Maddy es un lobo un wolfblood, Maddy casi se muda de StoneBridge, gracias a Shannon que descubrió su secreto, junto a Tom que Shannon iba a publicar en su blog las fotografías de Maddy convertida en lobo y la madre de Rhydian. Shannon le entrega la tarjeta de memoria con las fotografías gracias a Rhydian que les dice que le devuelvan las imágenes de Maddy y así pasa Maddy queda sola junto a sus amigos Tom y Shannon porque Rhydian se fue con su familia para ser parte de su manada una vez más muy lejos en el bosque y más allá.

## Apariencia
Transformada en un lobo, su aspecto es más pequeño que Rhydian y tiene la piel mucho más oscura que él. Esto se debe a que, lo que el color del pelo que tienen como un ser humano Rhydian tiene el pelo rubio, por lo que sería mucho más ligero que Maddy. Maddy humana: Maddy tiene los ojos color negro-marrón y su cabello marrón-claro y corto hasta los hombros ella nunca se importó en sus estilos casi se ve más con la ropa de su escuela.

## El secreto de Maddy
Maddy creció en Stonebridge, ocultando su secreto hasta de sus mejores amigos, hay veces que llegó Rhydian que estaba junto a ella no pudo evitar casi convertirse en un lobo Shannon era una maniática por descubrir lobos en el campo así como Maddy quiso mostrarse lobo, frente a Shannon pero Shannon no logró verla solamente escuchaba aullidos por su ventana Maddy no quería ocultarlo más y tuvo que hacerlo. Maddy fue descubierta en <<Tentación>>. En la segunda temporada Maddy no aparece porque Disney tiene reglas muy estrictas de acuerdo a su trabajo y a Maddy o sea Aimee Kelly se le ofreció otro papel para otra serie por lo cual tuvo que abandonar Wolfblood dejando como protagónicos a Jana y Rihdian Morris pero este actor tuvo que abandonar una temporada después ya que en su papel se reencuentra con Maddy Smith y se van a vivir juntos al otro lado de la manada dejando únicamente como protagonista a Jane pero por esa trama la historia deja de tener un poco menos de sentido ya que desalojan a ambos protagonistas ya que contaba su historia y la audiencia comenzó a crear romance entre ellos y eso era lo intrigante de la historia.
- Datos: Q17621215